# 駒井哲郎
駒井 哲郎（こまい てつろう、1920年（大正9年）6月14日 - 1976年（昭和51年）11月20日）は、昭和期の日本の銅版画家、東京藝術大学教授。

## 人物
油絵や色彩版画の作品も少数あるが、生涯にわたり一貫してエッチングを制作し、モノクロームの世界で、自己の内面、幻想、夢などを表現し続けた。作風は、パウル・クレーの影響が濃い抽象的・幻想的なもの、樹木や風景を繊細で写実的なタッチで描いたものなどがある。大岡信（詩人、評論家）、安東次男（詩人）ら文学者との交流も多く、安東とのコラボレーションによる詩画集『からんどりえ』（1960年）は、版画と詩を同じ紙に刷った、日本では初の試みと言われている。棟方志功、浜口陽三など、同時代の版画家に比べやや地味な存在ではあるが、日本美術界では長らくマイナーな分野であった銅版画の普及と地位向上に貢献した作家として高く評価されている。

## 経歴
駒井は1920年（大正9年）、東京府東京市日本橋区（現・東京都中央区日本橋）に製氷業者の子として生まれた。少年時代を品川区五反田、港区麻布などで過ごす。1933年（昭和8年）慶應義塾幼稚舎から慶應義塾普通部に進み、図画教師・仙波均平を知る。1935年（昭和10年）、慶應義塾普通部在学中に、当時「日本エッチング研究所」を主宰していた西田武雄（西田半峰）（1895年－1961年）のもとに日曜日ごとに通ってエッチングの技法を習得した。西田は版画家であり、また東京麹町で画廊と画商を営むかたわら、銅版画の普及に尽力し、『エッチング』という雑誌を発行していた。少年駒井哲郎がエッチングに魅せられたのは、この『エッチング』誌に載っていたジャン＝フランソワ・ミレーの版画を見たことがきっかけだったという。1937年には、西田主催の版画講習会に助手として九州を巡り，長崎で恩地孝四郎に出会えた。
駒井は1938年（昭和13年）、慶應義塾普通部を卒業し、東京美術学校（現・東京藝術大学）油画科に入学。当時の美術学校は予科1年、本科4年であったが、戦時下のため半年繰り上げて1942年（昭和17年）9月に卒業した。東京美術学校油画科では、卒業制作として自画像を描くことが慣例化しており、駒井の自画像も東京藝術大学に現存している。暗闇の中に白い顔だけが浮き出したような、特異な作風の自画像は、駒井の数少ない油絵作品の1つである。
第二次世界大戦中には、版画を国威高揚に用いるために、恩地孝四郎を理事長に1943年5月に結成された日本版画奉公会結成時に会員となった。戦後の1948年（昭和23年）、第16回日本版画協会展に出品。入選して同会会員に推挙されている。1950年春陽会第27回展で春陽会賞を受賞。1951年（昭和26年）には『束の間の幻影』がサンパウロ・ビエンナーレ展で聖日本人賞を受賞。翌1952年、スイスのルガノ国際版画ビエンナーレでも国際次賞を受賞している。1953年（昭和28年）には資生堂画廊で初の個展を開催した。同時期に多分野の芸術グループ実験工房にも参加している。
1954年（昭和29年）から翌年にかけて渡仏。パリの国立美術学校でビュランの技法を学んでいる。ビュラン（「エングレーヴィング」と同義）とは、銅版画の技法の1つで、薬品で銅板を腐蝕させるエッチングとは異なり、「ビュラン」という一種の彫刻刀で銅板に直接線を彫っていく技法である。もっとも、帰国後の駒井は再びエッチングの技法に戻り、ビュランの作品をほとんど残さなかった。駒井は日本へ帰国後まもない1956年（昭和31年）、『芸術新潮』誌の3月号に「自信喪失の記」という文章を寄せ、西洋の版画美術のすばらしさに圧倒されたこと、熟練を要する「ビュラン彫り」の技術習得は30歳を過ぎてからでは困難であったことなどを述懐している。
1959年には、日本版画協会第27回展で日本版画協会賞を受賞、同年、第5回日本国際美術展でブリヂストン美術館賞を受賞。
駒井は1963年（昭和38年）、東京藝術大学講師となり、1971年（昭和46年）には同・助教授、翌年教授に就任している。1973年、自選による『駒井哲郎銅版画作品集』（美術出版社）を刊行。働き盛りの56歳であった1976年（昭和51年）、舌がんのため死去した。
2012年、福原義春が50年以上かけて収集した駒井哲郎の作品約500点が世田谷美術館に寄贈された。

## 代表作品
- 束の間の幻影（1950年）
- 夢の扉（1950年）
- ある空虚（1957年）
- 樹（1958年）
- 森の中の空地（1970年）

## 作品集
- 「現代版画　駒井哲郎」筑摩書房、1970年。限定本
- 「駒井哲郎版画作品集」美術出版社、1973年、新版1979年。各限定・普及版で刊
- 「駒井哲郎ブックワーク」 形象社、1982年。大著
- 「駒井哲郎の銅版画」 岩崎美術社、1983年。河合晴生編
- 「駒井哲郎　日本現代版画」 玲風書房、1993年。普及版も刊
- 「駒井哲郎銅版画展」東京都美術館、1980年 - 以下は図録
- 「駒井哲郎 1920-1976　こころの造形物語」町田市立国際版画美術館ほか、2011年
- 「福原コレクション 駒井哲郎 1920-1976」世田谷美術館、2012年
- 「駒井哲郎　煌めく紙上の宇宙」横浜美術館編、玲風書房、2018年

### 著書
- 「銅版画のマチエール」美術出版社、1976年、限定版1977年、増補版1992年
- 「白と黒の造形」 小沢書店、1977年、新版1989年／講談社文芸文庫、2006年
- 「駒井哲郎 若き日の手紙 「夢」の連作から「マルドロオルの歌」へ」美術出版社、1999年 - 加藤和平・駒井美子編
- 「ルドン　素描と版画」岩崎美術社、1974年 - 編・解説

### 評伝
- 中村稔『束の間の幻影　銅版画家駒井哲郎の生涯』 新潮社、1991年 - 読売文学賞受賞
- 『版と画の間』柿沼裕朋編、平凡社、2014年 - 第1章「駒井哲郎」